# Renato Speziali
Renato Speziali (Roma, 7 ottobre 1929 – Roma, 25 maggio 2006) è stato un attore italiano.

## Biografia
Renato Speziali esordisce come attore al cinema nel 1956 con il lungometraggio Il ferroviere di Pietro Germi. Nel 1961 è il protagonista dei film Spade senza bandiera con la regia di Carlo Veo e di Gli scontenti diretto da Giuseppe Lipartiti.
Oltre alla carriera cinematografica è stato un imprenditore e giocatore di rugby con la Stella Azzurra Roma diventando nel 1988 presidente del Rugby Roma Olimpic.

## Filmografia

### Cinema
- Il ferroviere, regia di Pietro Germi (1956)
- Carosello di canzoni, regia di Luigi Capuano (1958)
- Avventura a Capri, regia di Giuseppe Lipartiti (1958)
- Agosto, donne mie non vi conosco, regia di Guido Malatesta (1959)
- I piaceri del sabato notte, regia di Daniele D'Anza (1960)
- Il sangue e la rosa, regia di Roger Vadim (1960)
- Spade senza bandiera, regia di Carlo Veo (1961)
- Gli scontenti, regia di Giuseppe Lipartiti (1961)
- L'ammutinamento, regia di Silvio Amadio (1961)
- Una domenica d'estate, regia di Giulio Petroni (1962)
- Marte, dio della guerra, regia di Marcello Baldi (1962)
- Letto di sabbia, regia di Albino Principe (1962)
- Le ore dell'amore, regia di Luciano Salce (1963)

### Televisione
- Più rosa che giallo, episodio Delitto alla televisione regia di Alberto Bonucci (1962) – serie TV